# Captador ativo de som

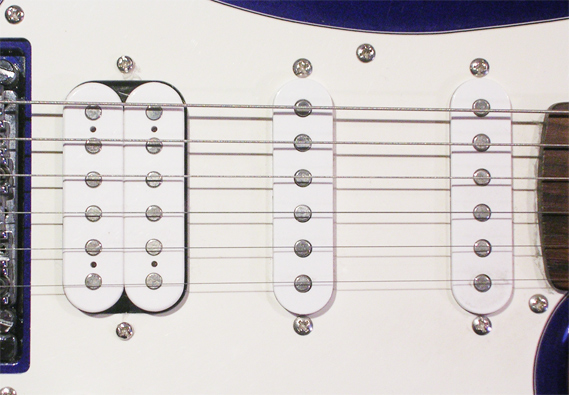
Captadores.

O Captador ativo de som é um captador que possui um pré-amplificador embutido e, portanto, precisa de alimentação elétrica para funcionar. Tem sua captação ativa por energia elétrica. Em seu interior ou dentro do instrumento existe uma bateria que fornece mais energia no magnetismo de captação fazendo com que o som seja captado de forma mais pura. É usado muito em baixos elétricos pois as frequências baixas ficam mais definidas e não se misturam com o outros sons.